# 褐鵜鶘
褐鵜鶘（學名：Pelecanus occidentalis）是鹈鹕科的鸟类，为新大陆的三种鹈鹕之一，也是唯二会潜水捕猎的鹈鹕。在大西洋沿岸，该鸟分布范围北至美国新泽西州、南至亚马逊河河口，在太平洋沿岸则是自加拿大不列颠哥伦比亚省至智利中部，亦在加拉帕戈斯群岛有分布。褐鹈鹕的指名亚种在繁殖季头部为白色，头顶有一片黄色羽毛，头颈则是深褐红色。其喉囊周围有一圈白色羽毛，而前颈下部则有一块淡黄色的斑块。褐鹈鹕眼眶周围的皮肤在繁殖季是明亮的粉色，而在非繁殖季则会变为黯淡的灰色。
褐鹈鹕主要以鱼为食，但偶尔也会食用两栖动物、甲壳类、雏鸟及鸟蛋。其会群聚于岛屿、有植被的沙丘、灌木丛或是红树林等人迹罕至之处筑巢。雌鸟会产下2—3枚白垩色的椭圆形蛋。褐鹈鹕的蛋会在一个月后孵化，期间双亲均会参与孵蛋。刚破壳的雏鸟为粉红色，于4—14天后变为灰色或黑色，并在破壳后63天左右有飞行能力。6—9周大的幼鸟会离开鸟巢，并与其他幼鸟抱团形成小团体。
褐鹈鹕是法属圣马丁、巴巴多斯与圣基茨和尼维斯的国鸟，亦是美国路易斯安那州的州鸟，在这些国家与地区的旗帜、印章或是国徽上有所出现。虽然褐鹈鹕位于加利福尼亚州和美国南部的种群数量在20世纪因狄氏剂和DDT的影响而大幅减少，甚至于1973年被立法保护，但由于以佛罗里达州为首的各州先后立法禁止DDT等有害农药，褐鹈鹕的种群正在恢复，目前被IUCN评为无危。

## 系統分類學
瑞典動物學家卡爾·林奈于1766年的《自然系統》第12版中正式描述褐鹈鹕，他将其學名定为Pelecanus occidentalis。目前，褐鹈鹕有五种为学术界所承认的亞種。儘管這些亞種外觀相似，但在基因方面上有部分差異。牠們的體型大小、繁殖期時喉囊等裸露部位的顏色、特定繁殖羽的細節以及地理分布也皆有所不同。
| 圖片 | 亞種名                              | 分布地點 |
| ---- | ----------------------------------- | --- |
|      | P. o. californicus (Ridgway, 1884)  | 在加州和下加利福尼亞半島至哈利斯科州南邊的太平洋沿岸繁殖。非繁殖的分布範圍沿著太平洋向北延伸至英屬哥倫比亞，向南至瓜地馬拉。有極少量在薩爾瓦多被發現的紀錄。 |
|      | P. o. carolinensis (Gmelin, 1789)   | 自大西洋沿岸美國東側的馬里蘭州起至加勒比海岸線、宏都拉斯及其太平洋沿岸、哥斯大黎加和巴拿馬皆為其繁殖範圍。非繁殖的範圍則包含紐約州南部到委內瑞拉之間。       |
|      | P. o. occidentalis (Linnaeus, 1766) | 於大小安地列斯群島及巴哈馬繁殖，並在西印度群島的加勒比海沿岸、哥倫比亞、委內瑞拉至千里達及托巴哥出沒。                                                       |
|      | P. o. murphyi (Wetmore, 1945)       | 主要分布於哥倫比亞西側到厄瓜多之間，會出現在秘魯但不在該地繁殖。                                                                                             |
|      | P. o. urinator (Wetmore, 1945)      | 分布於加拉巴哥群島。 |

褐鵜鶘為鵜鶘屬下新世界演化支的其中一員，與美洲鵜鶘跟秘魯鵜鶘為同一演化支。褐鵜鶘和秘魯鵜鶘是姊妹群，而美洲鵜鶘則是相對較遠親的關係。以往曾將秘魯鵜鶘視為褐鵜鶘的一個亞種，但因秘魯鵜鶘的體型更大（約褐鵜鶘兩倍重）、不同的喙色和羽毛，以及兩種鵜鶘在分布地區的交界重疊處並未出現兩者混種的證據，現在將其視為一個獨立的物種。反而是在圈養環境中，褐鵜鶘會與美洲鵜鶘或者更遠親的白鵜鶘有雜交的現象。
在1932年，詹姆斯·L·彼得斯將鵜鶘屬分為三個亞屬，將褐鵜鶘（當時包括秘魯鵜鶘）歸類為單型屬Leptopelicanus，美洲鵜鶘歸類為單型屬Cyrtopelicanus，其餘的鵜鶘歸類為亞屬Pelecanus。這個分類方法在1979年也被讓·多斯特和勞爾·J·莫梅（Raoul J. Mougin）所使用。後來，安德魯·埃利奧特（Andrew Elliott）在1992年和約瑟夫·B·尼爾森在2005年的研究認為在鵜鶘中最主要的分類支有三支：褐鵜鶘（及秘魯鵜鶘）與美洲鵜鶘為一支；建構大型鳥巢繁殖的美洲鵜鶘、澳洲鵜鶘、白鵜鶘和卷羽鵜鶘為一支；而在較小的鳥巢繁殖的粉背鵜鶘和斑嘴鵜鶘是其姊妹分類群。
- 埃利奧特及尼爾森認為的分類樹：

|  | \| \| 粉背鵜鶘、斑嘴鵜鶘 \| \| \| \| \| \| 美洲鵜鶘、澳洲鵜鶘、白鵜鶘、卷羽鵜鶘 \| \| \| \| |
|  |                                                                                             |
|  | 褐鵜鶘（及秘魯鵜鶘）                                                                        |
|  |                                                                                             |
|  | 粉背鵜鶘、斑嘴鵜鶘                                                                          |
|  |                                                                                             |
|  | 美洲鵜鶘、澳洲鵜鶘、白鵜鶘、卷羽鵜鶘                                                        |
|  |                                                                                             |

|  | 粉背鵜鶘、斑嘴鵜鶘                   |
|  |                                      |
|  | 美洲鵜鶘、澳洲鵜鶘、白鵜鶘、卷羽鵜鶘 |
|  |                                      |

在1993年，保羅·約翰斯加德提出了一個假設，認為鵜鶘起源於非洲或者南亞，而較晚抵達美洲並演化。然而他後來改為支持原先的觀點，即褐鵜鶘（及秘魯鵜鶘）是最為獨立的鵜鶘成員，而美洲鵜鶘和白鵜鶘則有相對親密的關係。這觀點認為鵜鶘進入美洲兩次並獨立演化出了不同物種，其中褐鵜鶘和秘魯鵜鶘的祖先在演化的早期就抵達了美洲。1990年，查爾斯·西布利和喬恩·艾爾奎斯特進行的DNA-DNA雜交研究和UPGMA演算法的結果支持了褐鵜鶘作為整個鵜鶘屬的姐妹群旁支，與其牠重新排列過的所有白色羽毛的鵜鶘排列這一觀點。
- 西布利及艾爾奎斯特的研究（秘魯鵜鶘、斑嘴鵜鶘和卷羽鵜鶘不在研究範圍內）：

|  | \| \| 美洲鵜鶘 \| \| \| \| \| \| 粉背鵜鶘 \| \| \| \| |
|  |                                                       |
|  | 白鵜鶘                                                |
|  |                                                       |
|  | 美洲鵜鶘                                              |
|  |                                                       |
|  | 粉背鵜鶘                                              |
|  |                                                       |

|  | 美洲鵜鶘 |
|  |          |
|  | 粉背鵜鶘 |
|  |          |

|  | \| \| 美洲鵜鶘 \| \| \| \| \| \| 粉背鵜鶘 \| \| \| \| |
|  |                                                       |
|  | 白鵜鶘                                                |
|  |                                                       |
|  | 美洲鵜鶘                                              |
|  |                                                       |
|  | 粉背鵜鶘                                              |
|  |                                                       |

|  | 美洲鵜鶘 |
|  |          |
|  | 粉背鵜鶘 |
|  |          |

|  | \| \| 美洲鵜鶘 \| \| \| \| \| \| 粉背鵜鶘 \| \| \| \| |
|  |                                                       |
|  | 白鵜鶘                                                |
|  |                                                       |
|  | 美洲鵜鶘                                              |
|  |                                                       |
|  | 粉背鵜鶘                                              |
|  |                                                       |

|  | 美洲鵜鶘 |
|  |          |
|  | 粉背鵜鶘 |
|  |          |

|  | \| \| 美洲鵜鶘 \| \| \| \| \| \| 粉背鵜鶘 \| \| \| \| |
|  |                                                       |
|  | 白鵜鶘                                                |
|  |                                                       |
|  | 美洲鵜鶘                                              |
|  |                                                       |
|  | 粉背鵜鶘                                              |
|  |                                                       |

|  | 美洲鵜鶘 |
|  |          |
|  | 粉背鵜鶘 |
|  |          |

隨著更好的基因數據和更現代的方法的發表，出現了與傳統觀點不同的新親緣假說。傳統觀點認為褐鵜鶘的羽毛与行为与众不同，因此其與秘魯鵜鶘應為最獨立的鵜鶘屬成員。早年的分子生物学证据亦支持这一观点。然而2013年馬丁·甘迺迪（Martyn Kennedy）等人的研究顯示，褐鵜鶘、秘魯鵜鶘和美洲鵜鶘是姐妹群，三者共同形成了一個僅限於新大陸的鵜鶘演化支。在其他的鵜鶘中，粉背鵜鶘、卷羽鵜鶘和斑嘴鵜鶘是親戚關係，與澳洲鵜鶘一起形成姐妹群。白鵜鶘則沒有特別密切的親戚，雖然牠有可能是前四者的姐妹群，但這種關係的統計支持度較低。
- 馬丁等人的研究：

|  | \| \| 卷羽鵜鶘、斑嘴鵜鶘 \| \| \| \| \| \| 粉背鵜鶘 \| \| \| \| |
|  |                                                                 |
|  | 澳洲鵜鶘                                                        |
|  |                                                                 |
|  | 卷羽鵜鶘、斑嘴鵜鶘                                              |
|  |                                                                 |
|  | 粉背鵜鶘                                                        |
|  |                                                                 |

|  | 卷羽鵜鶘、斑嘴鵜鶘 |
|  |                    |
|  | 粉背鵜鶘           |
|  |                    |

|  | \| \| 卷羽鵜鶘、斑嘴鵜鶘 \| \| \| \| \| \| 粉背鵜鶘 \| \| \| \| |
|  |                                                                 |
|  | 澳洲鵜鶘                                                        |
|  |                                                                 |
|  | 卷羽鵜鶘、斑嘴鵜鶘                                              |
|  |                                                                 |
|  | 粉背鵜鶘                                                        |
|  |                                                                 |

|  | 卷羽鵜鶘、斑嘴鵜鶘 |
|  |                    |
|  | 粉背鵜鶘           |
|  |                    |

|  | 美洲鵜鶘                                            |
|  |                                                     |
|  | \| \| 褐鵜鶘 \| \| \| \| \| \| 秘魯鵜鶘 \| \| \| \| |
|  |                                                     |
|  | 褐鵜鶘                                              |
|  |                                                     |
|  | 秘魯鵜鶘                                            |
|  |                                                     |

|  | 褐鵜鶘   |
|  |          |
|  | 秘魯鵜鶘 |
|  |          |

|  | \| \| 卷羽鵜鶘、斑嘴鵜鶘 \| \| \| \| \| \| 粉背鵜鶘 \| \| \| \| |
|  |                                                                 |
|  | 澳洲鵜鶘                                                        |
|  |                                                                 |
|  | 卷羽鵜鶘、斑嘴鵜鶘                                              |
|  |                                                                 |
|  | 粉背鵜鶘                                                        |
|  |                                                                 |

|  | 卷羽鵜鶘、斑嘴鵜鶘 |
|  |                    |
|  | 粉背鵜鶘           |
|  |                    |

|  | \| \| 卷羽鵜鶘、斑嘴鵜鶘 \| \| \| \| \| \| 粉背鵜鶘 \| \| \| \| |
|  |                                                                 |
|  | 澳洲鵜鶘                                                        |
|  |                                                                 |
|  | 卷羽鵜鶘、斑嘴鵜鶘                                              |
|  |                                                                 |
|  | 粉背鵜鶘                                                        |
|  |                                                                 |

|  | 卷羽鵜鶘、斑嘴鵜鶘 |
|  |                    |
|  | 粉背鵜鶘           |
|  |                    |

|  | 美洲鵜鶘                                            |
|  |                                                     |
|  | \| \| 褐鵜鶘 \| \| \| \| \| \| 秘魯鵜鶘 \| \| \| \| |
|  |                                                     |
|  | 褐鵜鶘                                              |
|  |                                                     |
|  | 秘魯鵜鶘                                            |
|  |                                                     |

|  | 褐鵜鶘   |
|  |          |
|  | 秘魯鵜鶘 |
|  |          |

## 外貌描述

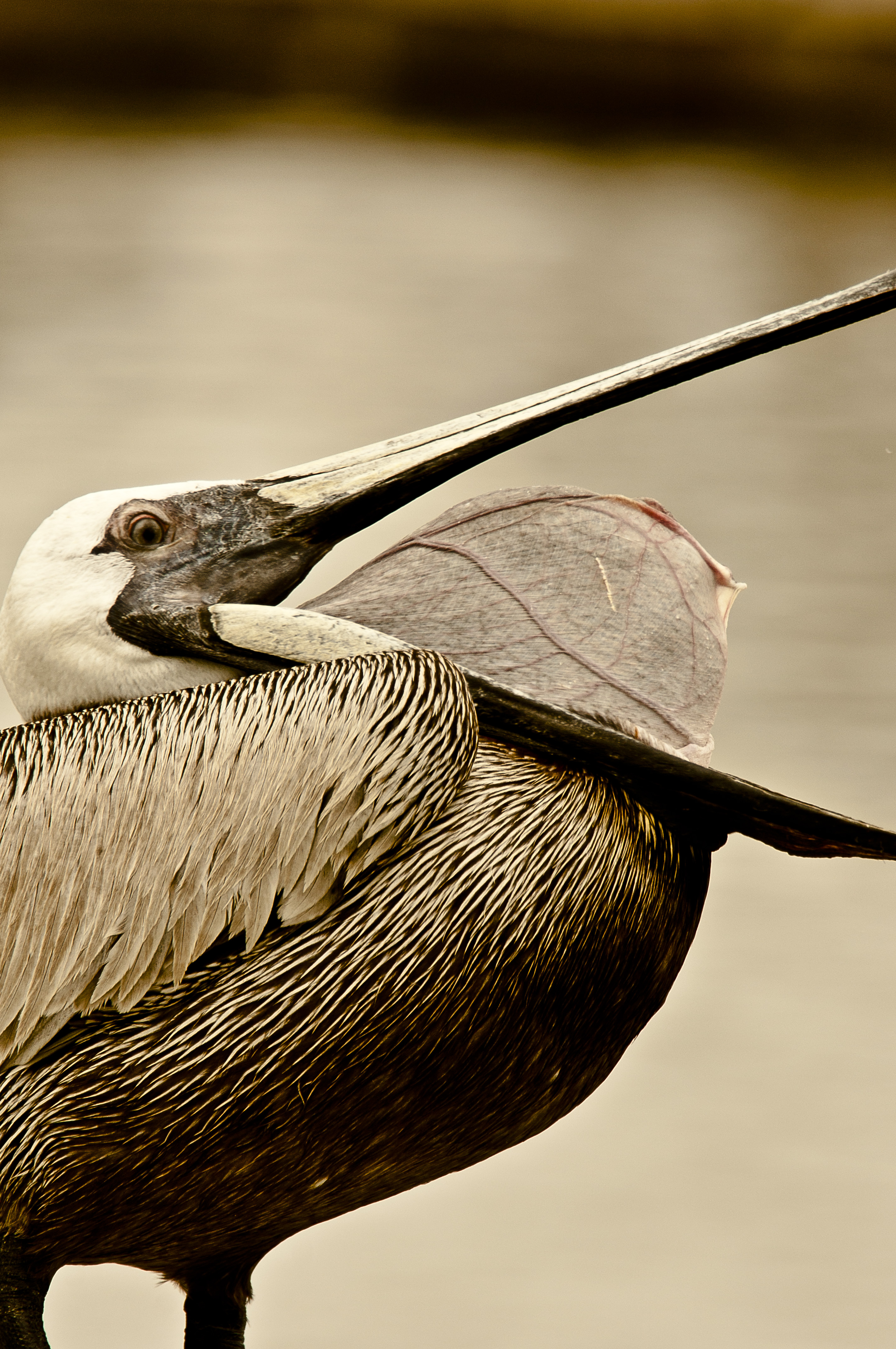
露出喉囊的褐鹈鹕

虽然褐鹈鹕是8种现存鹈鹕中最小的，但在分布范围内其仍是最大的海鸟之一。该鸟全长1-1.52米，翼展2.03—2.38米，体重2—5千克，约是美洲另外两种鹈鹕的一半.  同其他鹈鹕一样，此鸟鸟喙极长，长达28-34厘米。在繁殖季，指名亚种的头部为白色，羽冠为黄色，后枕与颈部为暗红色或暗棕色，后枕中间还有栗色的羽毛。眼部周围的皮肤为变为粉红色，瞳孔则是褐色。此时其颈部上半部及喉囊有白色斑纹，额头中间还有一道黄斑。其下半鸟喙和翅膀根部为银灰色。褐鹈鹕尾部的覆羽中间为银灰色，边缘有白色斑纹，翅膀上的覆羽则全为银灰色。该鸟的初级与次级发翔羽均为黑色，其中前者羽杆为白色，而后者的边缘则是银灰色；其三级发翔羽为银灰色略带淡褐色。褐鹈鹕尾部为带有银色光泽的暗灰色，下颚为黑色并带有黑绿色的喉囊，其胸部和腹部则为黑褐色，下肢为黑色。褐鹈鹕的背部与臀部为灰色或褐色，有时会有铁锈色光泽。

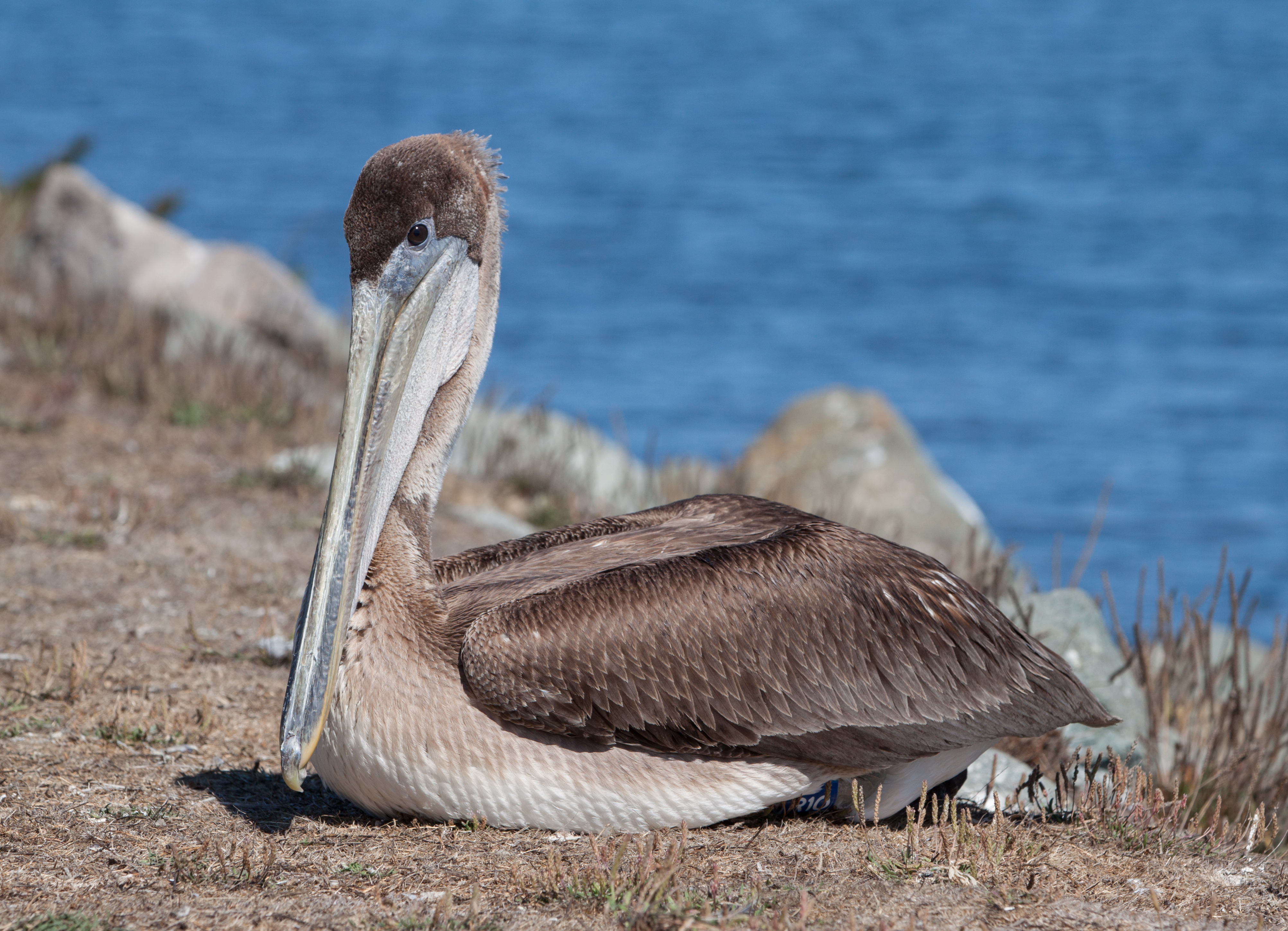
加利福尼亚酒窖湾的一只未成年褐鹈鹕

繁殖季外的褐鹈鹕头部与颈部为白色，眼部周围的皮肤为黯淡的灰色，瞳孔也会变为淡黄色。此时其喉囊为带有赭色光泽的橄榄色。
未成年个体的外貌与成鸟相似，但体色为灰棕色，下半身颜色也更浅。其头、颈与大腿为暗棕色，腹部则是乳白色 。比起成鸟，幼鸟的发翔羽和尾部更偏棕色。翅膀上的覆羽亦为褐色，翅膀下侧的则是棕灰色且中间有一道白斑。幼鸟的瞳孔为深褐色。褐鹈鹕会在约3岁左右逐渐换成成鸟的羽毛。

## 物種分布

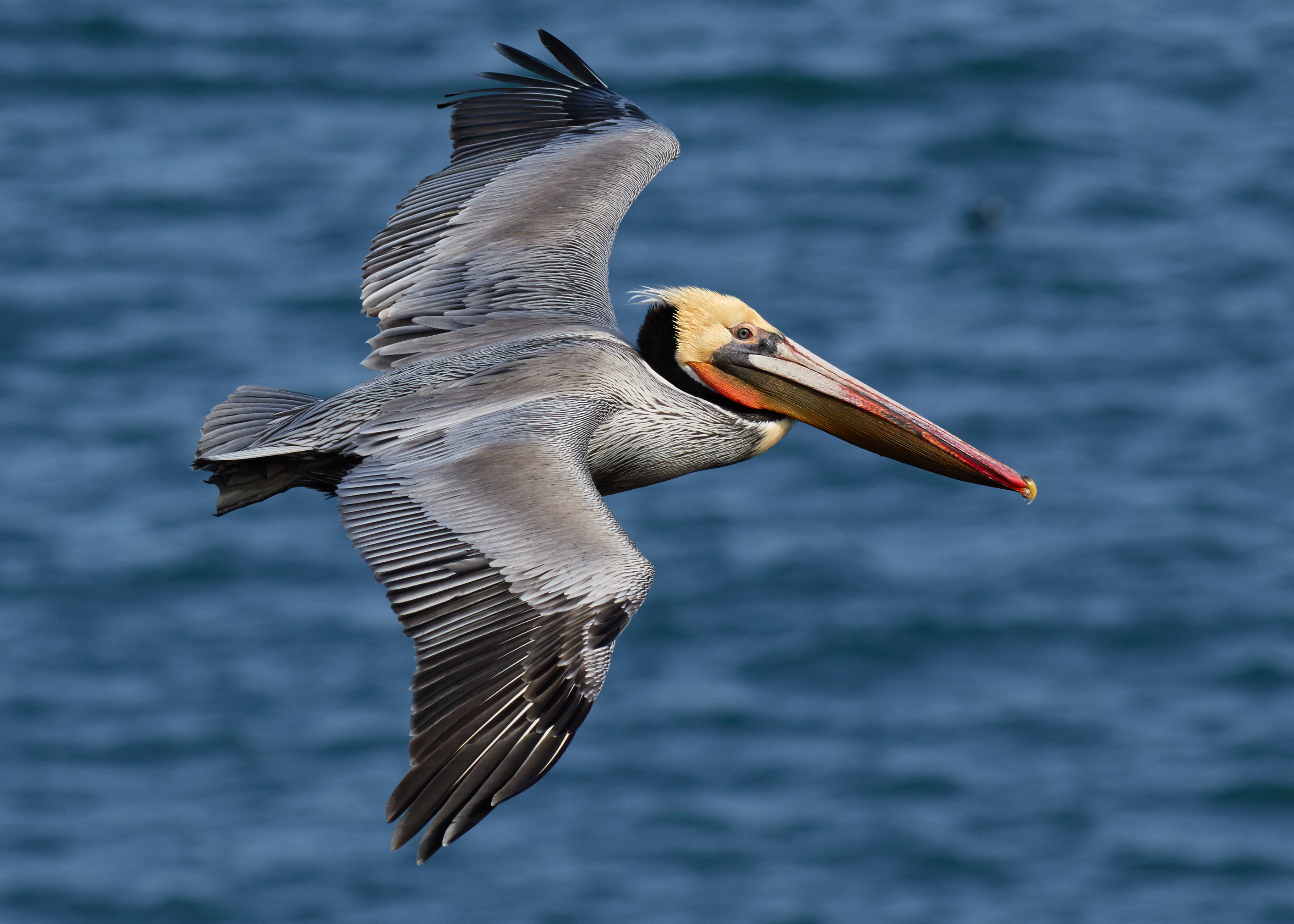
飛行中的成鳥，攝於加利福尼亞州酒窖灣

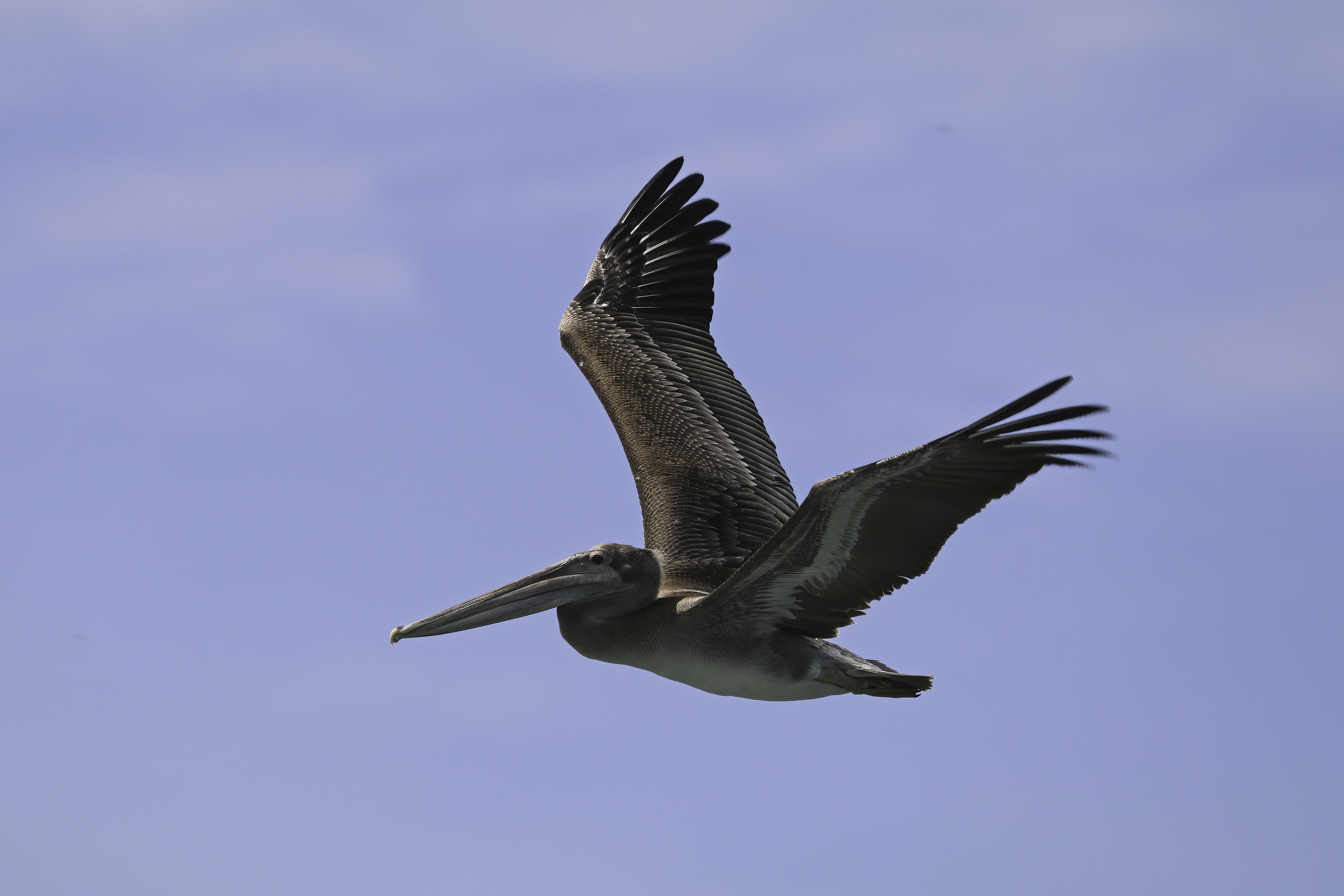
P. o. carolinensis的亞成鳥，攝於巴拿馬

褐鵜鶘分布於鄰接美洲的大西洋、墨西哥灣和太平洋沿岸。在大西洋沿岸，牠們從紐澤西的海岸一直延伸到亞馬遜河口。在太平洋沿岸，牠們則從英屬哥倫比亞至智利中南部，包括加拉巴哥群島。在北美的褐鵜鶘們在繁殖季節後會成群結隊沿著海岸向北遷徙，然後在冬季時返回較溫暖的水域過冬。在非繁殖季節時，牠們的分布範圍可遠至加拿大北部。
褐鵜鶘最常出現在加利福尼亞、北卡羅來納、南卡羅來納、喬治亞、西印度群島和許多加勒比海島嶼沿岸等地，南至蓋亞那。在墨西哥灣沿岸，牠們主要分布於阿拉巴馬、德克薩斯、佛羅里達、密西西比、路易斯安那和墨西哥。褐鵜鶘甚少在秘魯的皮烏拉以南出現，因為那邊通常是秘魯鵜鶘的棲息區；但在聖嬰現象期間，褐鵜鶘可到更南邊的伊卡作為不在該地繁殖的過境鳥出現。有紀錄稱曾有少量的褐鵜鶘曾在智利最北端的阿里卡出沒。。
褐鵜鶘是一種相當依賴海洋的物種，主要棲息於海洋淺海帶、溫暖的河口灣和遠洋帶附近。牠們也會出現在紅樹林沼澤地帶，特別偏好靠近鹹水灣或海灘的淺水區域。 但牠們並不喜歡在外海區域活動，很少超過離岸32.2公里（20英里）的距離。在南美洲太平洋沿岸的某些地區，一些亞成鳥可能會迷失到內陸的淡水湖泊上，可能與秘魯鵜鶘的生活區域部分重疊，並棲息於岩石、水面、岩壁、碼頭、堤防、沙灘和潮間帶等地。

### 遷徙
大多數的褐鵜鶘的族群是不遷徙的留鳥，僅在繁殖時會擴散。栖息地越北的种群越有可能会进行迁徙，但這些遷徙行為取決於當地的環境條件而定，沒有規則性可言。
雖然褐鵜鶘通常僅在沿岸地區活動，但偶爾也會在內陸地區出現，並有記錄顯示在北美洲內陸的許多地方曾發現迷鳥個體。牠們有時也會在其正常分布範圍以外出現，沿著整個美洲的海岸飛行至附近各地。最北的迷鸟记录为阿拉斯加東南側和紐芬蘭，南至秘鲁鹈鹕分布范围以外的智利中部，東至南美洲的阿拉戈斯州。這種罕見的內陸迷鳥通常是由颶風或聖嬰現象造成。在哥倫比亞安地斯山脈上，首次在2009年7月記錄到褐鵜鶘的出現，牠們在山谷裡至少停留了161天。在巴西亞馬遜地區內，曾有四次發現該物種的紀錄，分佈於亞馬遜河及其支流的沿岸地區。

## 生态与习性

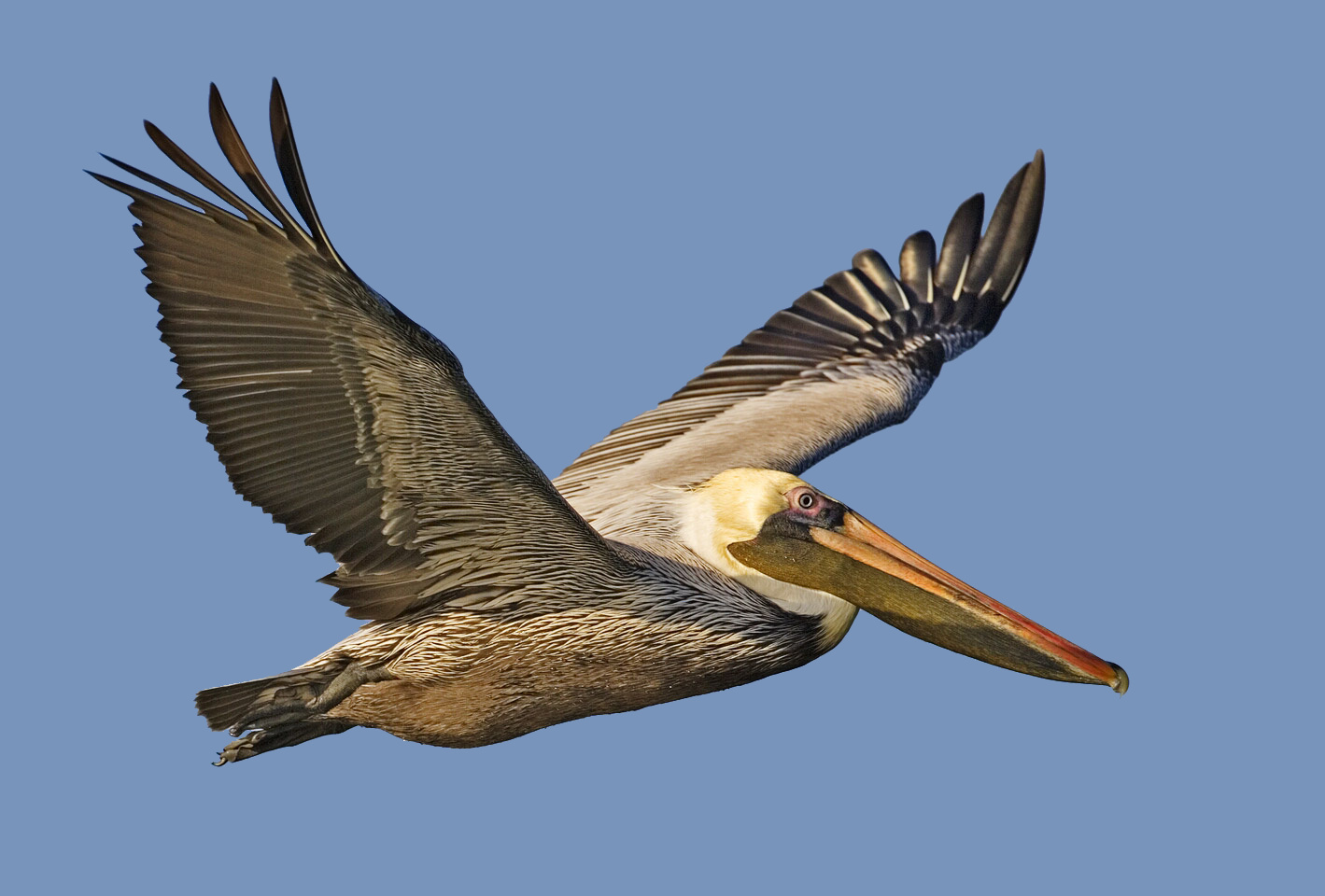
飛行時的褐鵜鶘

褐鹈鹕为高度群居的鸟类，终年都会与同类成群聚居，其鸟群中两性均有 。在飞行中，褐鹈鹕的头会收至肩膀处，将鸟喙搁在缩起的颈部上休息。在飞行过程中，褐鹈鹕多会排成一字形在水面附近飞行，但也可能排成人字形。该鸟鼻孔后部狭窄，有助于将水从鼻腔内排出。

### 捕食
褐鹈鹕主要以鱼为食，其最主要的猎物为油鲱属和棱背鲱属的鱼类，最多可占其全部猎物的90%，而栖息地附近鳀鱼的种群数量则对其成功筑巢和繁殖至关重要。 。褐鹈鹕常捕食的其他鱼类还包括前鳍鲉、菱体兔牙鲷、鲱鱼、羊鲷、鲻鱼、银汉鱼、沙丁鱼、鲦鱼和食蚊鱼。南加州的种群会捕食格外多的远东拟沙丁鱼，最多可占其食物的26%，是该地沙丁鱼的第三大天敌。褐鹈鹕的其他猎物还包括对虾等甲壳类、两栖类以及鹭、崖海鸦和其他褐鹈鹕的蛋及巢中幼鸟。由于褐鹈鹕的飞行高度最高不过18-21米，其可以自空中发现水中的鱼群。其捕猎行为同鱼狗类似，即全身插入水中夹起猎物后离水。该种鹈鹕与其关系甚近的秘鲁鹈鹕是唯二会潜水捕猎的鹈鹕。此外，褐鹈鹕常成为贼鸥、鸥和军舰鸟的窃盗行为之目标。饮水方面，由于褐鹈鹕的盐腺发达，其可饮用盐水而无脱水之虞。

### 生命周期
褐鹈鹕为一夫一妻制动物，即每个繁殖季只会与一只异性交配。然而，其配偶关系只会持续至当年繁殖季结束。其繁殖高峰期为每年3—4月。在繁殖季，雄鸟会选定一处筑巢地并于此通过转身、摇头、鞠躬、单腿站立等方式吸引雌性，有时还会发出低沉的“啊啊啊啊啊”声 。求偶时的褐鹈鹕鸟喙会从原本的灰白色或褐色变成淡橙色或粉红色。
在形成配偶后，双方鲜少会通过声音交流。褐鹈鹕会集群繁殖。褐鹈鹕的群落位置十分多变，其原因可能是为了避免其他物种的干扰、降低蜱虫感染的风险或获取更多的食物。不过，部分地域持续多年都有褐鹈鹕群前来繁殖 。褐鹈鹕的群落多位于难以到达之处，其最为偏好在岛屿、有植被覆盖的沙丘、红树林、灌木丛等处筑巢，亦有可能在悬崖或是低矮的树林中筑巢。其繁殖地往往十分拥挤，鸟巢之间最近距离只有1米左右 。一般而言，筑巢工作会由雌性褐鹈鹕完成。其巢穴由芦苇、鹅卵石、树叶和树枝筑成，高于地面0.9—3米，外围还有一圈羽毛状压痕，宽10-25厘米。如若其鸟蛋在繁殖季早期遗失，褐鹈鹕可能会另筑新巢。
褐鹈鹕每年只会繁殖一次，一次产蛋2—3枚，偶尔也会产下4枚。其蛋为白垩色，长76厘米，宽51厘米 。其孵化期为28-31天，期间双亲均会参与孵蛋。刚破壳而出的雏鸟重约60克，为粉红色，在4-14天后变为灰黑色，此后会长出一层白色、灰色、或黑色的绒毛。褐鹈鹕的雏鸟并不会同时破壳而出，其存货率也因此迥异。最先破壳而出的雏鸟几乎百分百能活到离巢，第二只孵化的雏鸟也有约60%的存活率，而第三只则仅有6%的可能不夭折。
褐鹈鹕会通过反刍来将部分消化的食物投喂给雏鸟。约35天大的雏鸟就会在巢穴周围走动，及至约71—88天大时就可飞行，但此后亲鸟仍会继续照料幼鸟直至其8—10个月大，期间亲鸟共会投喂约70公斤的食物，其中大部分是鱼类。

## 与人类的关系

### 保育情况
1903年，在奥杜邦学会等组织的推动下，时任美国总统西奥多·罗斯福将佛罗里达州塞巴斯蒂安以东的泻湖划为鹈鹕岛国家自然保护区以保护此地的褐鹈鹕，是为美国首个专门保护鸟类的保护区。自1940年代起，由于受DDT等农药污染，褐鹈鹕的蛋壳变得薄而脆，不足以支撑胚胎至发育成熟，使得其繁殖率大幅下降。至1960年代，墨西哥湾沿岸已几乎没有褐鹈鹕，而加利福尼亚州南部的褐鹈鹕种群也几无新生个体。1963年，褐鹈鹕在路易斯安那州灭绝。1970年，褐鹈鹕被列入濒危物种法案，路易斯安那州野生生物与渔业部亦开始着手于通过再引入的方式恢复州内的褐鹈鹕种群。美国国家环境保护局自1972年起禁止DDT使用并对其他杀虫剂加以限制。自此之后，褐鹈鹕蛋中的杀虫剂浓度降低，其繁殖率有所回升。加利福尼亚州和德克萨斯州亦开始通过提升繁殖成功率和自然引入等方式促进当地种群恢复。及至1985年，褐鹈鹕在阿拉巴马州、佛罗里达州、佐治亚州和南卡罗莱纳州等东部州份的种群有所恢复，该物种也被自濒危物种法案中移除。然而，彼时太平洋沿岸、路易斯安那和德克萨斯等地区的褐鹈鹕种群仍受该法案保护。2009年，鉴于各地种群恢复良好，美国鱼类及野生动物管理局将全部褐鹈鹕种群自濒危物种法案中移除。然而，2010年墨西哥湾漏油事故或对墨西哥湾沿岸的种群有负面影响。目前，褐鹈鹕的数量正在持续上升，加之其分布范围极为广泛，IUCN将其评为无危。

### 文化象征
法属圣马丁、巴巴多斯、圣基茨和尼维斯、特克斯和凯科斯群岛均将褐鹈鹕视为国鸟。1902年，路易斯安那州在其州徽上加入褐鹈鹕图案，10年后又在该州旗帜上绘制了鹈鹕图案。1963年，路易斯安那州更是指定褐鹈鹕为该州州鸟。此外，该州还有“鹈鹕之州”的昵称。杜兰大学的校徽上也有一只褐鹈鹕，该大学运动队的吉祥物是一只名为“激流”的褐鹈鹕。西印度群岛大学纹章上矗立的鸟类亦是褐鹈鹕 。此外，NBA球队新奥尔良鹈鹕也得名于褐鹈鹕。
约翰·格里森姆于1992年发表的法律惊悚小说《鹈鹕辩状》中描述了一桩针对两位最高法院法官的买凶杀人案。雇主的动机是扫清阻碍其在濒危褐鹈鹕保护区内开采石油的人。1993年上映的电影侏罗纪公园片尾展示有一小群褐鹈鹕自海面上飞过。1998年，作曲家大卫·伍达德为一只殒命于海堤上的褐鹈鹕谱写了一首安魂曲。:152–153。

## 外部連結
- （英文）《候鳥協定法案》所保護的鳥類列表（页面存档备份，存于）
- Internet Bird Collection（页面存档备份，存于）
- South Dakota Birds and Birding（页面存档备份，存于）
- California Brown Pelican Recovery Act（页面存档备份，存于）
- US Fish & Wildlife Service Fact Sheet（页面存档备份，存于）